# 벌처 (마블 코믹스)

벌처(영어: Vulture)는 마블 코믹스의 슈퍼빌런 캐릭터이다. 주로 스파이더맨의 악당으로 등장하며, '독수리'라는 뜻을 가진 이름답게 독수리 모양 의상을 입고 하늘을 날아다닌다. 1963년 5월 《어메이징 스파이더맨》 2호에 처음 등장했고, 스탠 리와 스티브 딧코가 공동 창작하였다. 원조 벌처의 본명은 에이드리언 툼스(Adrian Toomes)인데, 나중에 블래키 드레이고(Blackie Drago), 클리프턴 섈럿(Clifton Shallot), 지미 나탈레(Jimmy Natale)와 같은 또 다른 벌처들이 등장하였다.

## 담당 배우

### 영화
- 스파이더맨: 홈커밍 (2017) - 마이클 키턴

## 담당 성우

### TV 애니메이션
- 스파이더맨(1994) - 에디 앨버트, 앨런 존슨
- 스파이더맨 대 최강의 적(2008) - 로버트 엥글런드
- 얼티밋 스파이더맨(2012) - 톰 케니
- 스파이더맨(2017) - 앨러스터 덩컨

### 비디오 게임
- 스파이더맨(2002) - 드와이트 슐츠
- 얼티밋 스파이더맨(2005) - 브라이언 조지
- 스파이더맨: 웹 오브 쉐도우(2008) - 크리스토퍼 타보리
- 레고 마블 슈퍼히어로즈(2013) - 놀런 노스
- 스파이더맨 언리미티드(2015) - 크리스토퍼 대니얼 반스